# NGC 4104
NGC 4104 је спирална галаксија у сазвежђу Береникина коса која се налази на NGC листи објеката дубоког неба.
Деклинација објекта је + 28° 10' 25" а ректасцензија 12h 6m 38,7s. Привидна величина (магнитуда) објекта NGC 4104 износи 12,1 а фотографска магнитуда 13,1. NGC 4104 је још познат и под ознакама UGC 7099, MCG 5-29-16, CGCG 158-24, IRAS 12040+2827, PGC 38407.